# Jeff Nathanson
Jeffrey D. Nathanson (Los Angeles, 12 de outubro de 1965)  é um roteirista e diretor de cinema americano, é conhecido por escrever o roteiro de A Hora do Rush 2 e A Hora do Rush 3, Prenda-me se for Capaz, O Terminal e Luzes, Camera, Ação, e também por ter co-escrito um tratamento para o filme Indiana Jones e o Reino da Caveira de Cristal junto com George Lucas

## Filmografia

### Filme
| Ano  | Titulo                                        | Contribuição                  | Notas                                                   |
| ---- | --------------------------------------------- | ----------------------------- | ------------------------------------------------------- |
| 1995 | For Better or Worse                           | Roteirista/Produtor Executivo |                                                         |
| 1997 | Velocidade Máxima 2                           | Roteirista                    | co-escreveu com Randall McCormick e Jan de Bont         |
| 2001 | A Hora do Rush 2                              | Roteirista                    |                                                         |
| 2002 | Prenda-me se for Capaz                        | Roteirista                    |                                                         |
| 2004 | O Terminal                                    | Roteirista                    | co-escrito com Sacha Gervasi e Andrew Niccol            |
| 2004 | Luzes, Câmera, Ação                           | Diretor/Roteirista            |                                                         |
| 2007 | A Hora do Rush 3                              | Roteirista                    |                                                         |
| 2008 | Indiana Jones e o Reino da Caveira de Cristal | Roteirista                    | co-escreveu com David Koepp e George Lucas              |
| 2009 | Nova York, Eu te Amo                          | Roteirista                    |                                                         |
| 2011 | Roubo nas Alturas                             | Roteirista                    | co-escreveu com Ted Griffin, Bill Collage e Adam Cooper |
| 2017 | Piratas do Caribe: A Vingança de Salazar      | Roteirista                    |                                                         |